# Айдар (река)
Айдар (Адар, Айдор) (на руски: Айдар; на украински: Айдар) е река протичаща по територията на Русия (Белгородска област) и Украйна (Луганска област), ляв приток на Северски Донец, от басейна на Дон. Дължина 264 km. Площ на водосборния басейн 7420 km².
Река Айдар води началото си от северозападния край на село Жабское, Белгородска област на Русия, на 202 m н.в., насочва се на юг и по цялото се протежения протича по южната част на Средноруското възвишение. След като премине последователно през големите села Новоалександровка и Айдар и сгт Ровенки, след 65 km напуска територията на Русия и останалите 199 km протича по територията на Луганска област на Украйна. Тук последователно преминава през сгт Белолуцк и Новопсков, град Старобелск и сгт Новоайдар и на 4 km югозападно от град Щастя, на 37 m н.м. се влива отляво в река Северски Донец (десен приток на Дон), при нейния 344 km. Среден годишен отток в устието 15,4 m³/s. Водите ѝ основно се използват за напояване.